# David William Valencia Antonio

Bischofswappen von David William Valencia Antonio

David William Valencia Antonio (* 29. Dezember 1963 in Nagtupacan, Philippinen) ist ein philippinischer römisch-katholischer Geistlicher und Bischof von Ilagan.

## Leben
David William Valencia Antonio empfing am 1. Dezember 1988 die Priesterweihe.
Papst Benedikt XVI. ernannte ihn am 15. Juni 2011 zum Titularbischof von Basti und Weihbischof in Nueva Segovia. Der Apostolische Nuntius auf den Philippinen, Erzbischof Giuseppe Pinto, spendete ihm am 26. August desselben Jahres die Bischofsweihe; Mitkonsekratoren waren Ernesto Antolin Salgado, Erzbischof von Nueva Segovia, und Orlando Beltran Quevedo OMI, Erzbischof von Cotabato.
Papst Franziskus ernannte ihn am 21. November 2015 zusätzlich zum Apostolischen Administrator sede plena des Apostolischen Vikariats San Jose in Mindoro. Mit dem Rücktritt des Apostolischen Vikars Antonio Pepito Palang SVD am 17. März 2018 wurde er zum Administrator sede vacante.
Am 14. November 2018 ernannte ihn Papst Franziskus zum Bischof von Ilagan. Die Amtseinführung fand am 12. Februar 2019 statt. Das Amt des Administrators von San Jose in Mindoro behielt er bis zum Amtsantritt des neuen Apostolischen Vikars am 24. Februar 2023 bei.